# محمد آقاتی
شیخ محمد آقاتی(۱۳۰۴، کاهو (چناران) – ۱۸ مهر ۱۳۷۲ تهران) روحانی، قاری قرآن و مؤذن خراسانی بود. وی قدیمی‌ترین مؤذن برجسته و صاحب سبک آستان قدس رضوی و از پیش‌کسوتان تلاوت اذان در رادیوی ایران بود. او صاحب یکی از مشهورترین اذانهای تلاوت شده در یک قرن اخیر است که از نظر لحن، صوت و نوع اجرا در تلفیقی از موسیقی‌های دستگاه شور، تاکنون نمونه و الگویی از آن در سطح ملی دیده نشده‌است. اذان وی در تاریخ ۲۹ شهریور ۱۳۹۰ در فهرست آثار ملی ایران جای گرفت.

## زندگی‌نامه

محمد آقاتی در سنین جوانی

محمد آقاتی در سال ۱۳۰۴ شمسی در روستای کاهو از توابع بخش چناران در استان خراسان رضوی و در خانواده‌ای روحانی چشم به جهان گشود. وی در سنین کودکی قرائت قرآن را نزد پدرش ملّا علی‌اکبر آقاتی آموخت. در سنین نوجوانی به دلیل مهارتی که در تلاوت اذان داشت به سرعت در زادگاهش مشهور شد و در حسینیه کاهو که پدرش بانی آن بود به تلاوت اذان و مناجات پرداخت.
در سال ۱۳۱۸ متولّی وقت حرم علی بن موسی‌الرضا هنگام حضور در روستای کاهو متوجه صدای رسای محمد در گفتن اذان شد که به دلیل این شایستگی، او را برای اجرای مراسم دعا و اذان به مسجد گوهرشاد دعوت کرد. از این مقطع، آقاتی همزمان با تلاوت اذان و قرآن، تحصیلات دینی خود را در مشهد ادامه داد و در سن ۱۶ سالگی برای تحصیل علوم دینی وارد مدرسه نواب شد.
آغاز اذان گویی محمد آقاتی در حرم علی بن موسی‌الرضا با نصب نخستین بلندگوها در این حرم همزمان بود.
در سال ۱۳۲۷ شمسی وی جهت اجرای مراسم دعا و اذان در رادیو به تهران دعوت شد و در استودیو رادیو تهران سه بار صدای اذان خود را ضبط کرد. او در این زمان تلاوت زنده اذان را در مسجد سلطانی (تهران) بر عهده گرفت.
نام محمد آقاتی سالیان متمادی تا سال ۱۳۵۹ بعنوان یکی از بزرگترین مؤذنین ایران مطرح بود. اذان وی به همراه اذانهای متعلق به شیخ عبدالکریم اردبیلی، رحیم مؤذن زاده اردبیلی، سید جواد ذبیحی و حاج علی بهاری از نخستین اذانهای پخش شده از رادیو تهران بود. پس از انقلاب اسلامی نیز اذان مشهور آقاتی توسط شورای عالی قرآن جهت پخش در صدا و سیمای جمهوری اسلامی ایران مصوب شد و کماکان از رادیو و تلویزیون ایران پخش می‌شود.

### سبک اذان
اذان آقاتی دارای یک حسن مطلع و حسن ختام است و در ابتدای اذان علاوه بر ذکر کلمات و عبارات اذان، تسبیحاتی خوانده شده‌است. یکی از ویژگی‌های این اذان فرود آمدن صدا در انتهای اذان در درآمد شور می‌باشد، این کار به نحوی است که لا اله الا الله انتهای اذان در مرتبه دوم، در درآمد شور به پایان می‌رسد.

### ثبت اذان در فهرست میراث معنوی ایران
با توجه به غنای موسیقایی و معنوی اذان محمد آقاتی و برای نگهداری از اذان قدیمی وی، این اثر در ۲۹ شهریور ۱۳۹۰ به شماره ۱۹۷ در فهرست میراث معنوی ایران ثبت شد و در گروه سنت‌ها و نمودهای شفاهی در شاخه موسیقی قرار گرفت.
همچنین در مراسم اختتامیه ششمین همایش علمی-پژوهشی جاده ولایت که ۱۵ مهر ۱۳۹۰ در جهاد دانشگاهی مشهد برگزار شد، از اذان محمد آقاتی به عنوان دومین اذان ثبت ملی شده در کشور پرده برداری شد.

### درگذشت
محمد آقاتی روز یکشنبه ۱۸ مهر ۱۳۷۲ پس از یک دوره بیماری طولانی در تهران در سن ۶۸ سالگی درگذشت و فردای آن روز در قطعه ۷۶، ردیف ۱۰۹ بهشت زهرا به خاک سپرده شد.